# Glappo de Warmia
Glappo (o Glappe) (bautizado como Carlos o Carolus) fue caudillo de los warmianos, uno de los clanes prusianos que se mencionan en la crónica de Peter von Dusburg, durante el Gran Levantamiento Prusiano (1260–1274) contra los caballeros teutónicos.
En 1249 Urbano IV había instaurado un legado papal para ayudar a la Orden Teutónica. Tras la batalla de Durbe, el papa llamó a la cruzada contra los paganos prusios y envió a los cruzados, que habían estado luchando contra los tártaros a combatirlos. Durante las refriegas y como muchas regiones comenzaron a rebelarse contra las incursiones teutónicas, Glappo y sus hombres conquistaron Braunsberg. Cuando Glappo emboscó y mató a cuarenta personas que habían salido del castillo para recoger leña y pienso, el obispo de Warmia no quiso defender la ciudad y la abandonó. En 1266 los caballeros teutónicos recibieron refuerzos del emperador Otón III y el Margraviato de Brandeburgo. Construyeron una fortaleza en la frontera de Warmia y Natangia, entre Balga y Königsberg, y la llamaron Brandeburgo (hoy Ushakovo). Cuando una nativa prusia informó a Glappo de que gran parte de la guarnición había abandonado la fortaleza para sus incursiones, los warmianos atacaron y conquistaron la plaza. Al regreso, los caballeros teutónicos renunciaron a reconquistarla. Un año más tarde Otón regresó y reconstruyó el castillo.
En 1273, ya a finales del levantamiento, los warmianos asediaron Brandeburgo, pero no pudieron vigilar suficientemente el camino hacia Königsberg y eso permitió a los caballeros teutónicos atacar a los prusios por la retaguardia. Los warmianos sufrieron una amarga derrota, Glappo fue capturado y ejecutado en la horca, en una colina en las afueras de Königsberg, que algunas veces se la ha denominado Glappenberg (la colina de Glappo). Fue el último caudillo prusio de relevancia. Tras su muerte solo los pogesanios prosiguieron la lucha.